# エリー・キーナン
エリー・キーナン（Elly Keinan、1964年9月23日 - ）は、イスラエル出身のシステムエンジニア、実業家。日本アイ・ビー・エム代表取締役社長を経て、同社取締役会長。

## 人物・経歴
イスラエル国ペタフ・ティクヴァ出身。1986年レンセラー工科大学（コンピュータ・サイエンス専攻・電気工学副専攻）を卒業し、ニューヨーク州ポキプシーでIBMコーポレーションのシステムエンジニアに就任。1994年マイアミ大学で卒業生総代として、経営学修士（MBA）（国際ビジネス）の学位を取得。
2000年東京都在勤のIBMアジア・パシフィック バイス・プレジデント（コミュニケーション・セクター担当）に就任。2003年IBMコーポレーション バイス・プレジデント（ヨーロッパ、中東＆アフリカ　コミュニケーション・セクター担当）に就任し、フランス共和国パリに赴任。2005年からニューヨークでIBMコーポレーション バイス・プレジデント（ストレージ・システム担当）として勤務。2007年スイス連邦チューリッヒに移り、IBM北東ヨーロッパ バイス・プレジデントに就任。
2008年日本アイ・ビー・エム副社長執行役員オペレーションズ担当に就任。2009年IBMコーポレーション ゼネラル・マネージャー（グロース・マーケッツシステムズ担当）として中華人民共和国上海市で勤務。2011年IBMコーポレーション ゼネラル・マネージャー（ラテン・アメリカ担当）としてブラジル連邦共和国サンパウロで勤務。
2013年IBMコーポレーション ゼネラル・マネージャー（グロース・マーケッツ セールス担当）としてシンガポールで勤務。2014年にニューヨークに戻り、IBMコーポレーション ゼネラル・マネージャー（北アメリカ担当）に就任。2016年IBMコーポレーション ゼネラル・マネージャー（グローバル・マーケッツトランスフォーメーション担当）。
2017年から日本アイ・ビー・エム代表取締役社長執行役員を務め、アメリカ本社との連携や、人工知能事業、クラウドコンピューティング事業の展開を進めた。2019年日本アイ・ビー・エム取締役会長。2020年退任。国籍はアメリカ合衆国とイスラエル国の二重国籍で、2女1男。